# La Maison du Peuple (Ouagadougou)
La Maison du Peuple  is een gebouw in Ouagadougou, Burkina Faso, ontworpen door de Franse architect René Faublée. Het heeft een capaciteit van 2500 plaatsen en wordt gebruikt voor concerten en andere evenementen. Het gebouw werd in 1965 kort na de onafhankelijkheid van Burkina Faso gebouwd als publieke centrum en thuishaven van de toentertijd enige regeringspartij van het land. Het heette aanvankelijk dan ook La Maison du Parti, zoals nog altijd op de gevel zichtbaar is.  In 2022 verklaarde de World Monuments Fund het gebouw, dat toen na jarenlange verwaarlozing in rap tempo aan het vervallen was, tot een van de meest bedreigde gebouwen ter wereld.
De kleur van de betonnen gevel is een reflectie van de omgeving, met op het dak aan traditionele Mossi-architectuur herinnerende lantaarns die voor daglicht en ventilatie in het hoofdauditorium zorgen. Dit bouwwerk, waarin brutalistische elementen gecombineerd zijn met lokale kleuren en motieven, is volgens Francis Kéré een van de belangrijkste voorbeelden van modernistische architectuur in Afrika. De World Monuments Fund beschreef het gebouw als een krachtige architecturale uiting van postkoloniale culturele identiteit en democratische zelfbeschikking en noemde het een bijzonder voorbeeld uit de internationale architectuurgeschiedenis.